# Secteur pavé de Saint-Python
Le secteur pavé de Saint-Python est un secteur pavé de la course cycliste Paris-Roubaix situé dans la commune de Saint-Python avec une difficulté actuellement classée deux étoiles.

## Paris-Roubaix
Après une absence lors l'édition 2017, il est emprunté pour l'édition 2018 dans le sens inverse par rapport à toutes les éditions précédentes. La course reprend néanmoins le sens habituel dès l'année suivante.

### Caractéristiques
- Longueur : 1 500 m
- Difficulté : 2 étoiles
- Secteur n° 26 (avant l'arrivée en 2023)

## Tour de France
Le secteur pavé est emprunté dans sa totalité lors de la 4e étape du Tour de France 2015 dans le sens inverse pris habituellement par Paris-Roubaix. Il est le cinquième des sept secteurs traversés de l'étape et porte le nom de secteur n°3.

## Galerie photos
2023 
|  |  |  |  |